# Gallinago nigripennis
Gallinago nigripennis là một loài chim trong họ Scolopacidae.